# Józef Neyman
Melchior Józef Neyman herbu Spława (ur. 1764, zm. 1835) – pułkownik, działacz emigracyjny, publicysta.
Józef Neyman brał udział w insurekcji w Wielkopolsce. Związany z Deputacją i Towarzystwem Republikanów Polskich. Za czasów Księstwa Warszawskiego bez większych sukcesów chciał uzyskać wpływ na władzę. Udało mu się to jedynie w niewielkim stopniu w czasie wojny z Austrią (m.in. czasowo administrował u boku J. Niemojewskiego departamentem łomżyńskim). Walczył następnie w Warszawie nad Wisłą. Wziął udział w redagowaniu "Korespondencja w materiach obraz kraju i narodu polskiego rozjaśniających".